# Petar Borota
Petar Borota (in rumeno: Petre Borotă,; Belgrado, 5 marzo 1952 – Genova, 12 febbraio 2010) è stato un calciatore jugoslavo, famoso per aver giocato oltre 100 partite con la maglia del Chelsea.

## Biografia
Iniziò a giocare nel 1969, venne ingaggiato dal Chelsea nel marzo 1979 per 70.000 Sterline. È morto il 12 febbraio 2010 a Genova all'età di 57 anni.

## Carriera

### Nazionale
Il suo debutto con la nazionale jugoslava risale al 5 ottobre 1977 nell'incontro amichevole contro la Romania. La sua ultima partita con la nazionale risale al 25 ottobre 1978 sempre contro la rappresentativa rumena.
Indossò la maglia della nazionale per un totale di quattro partite.

## Statistiche

### Cronologia presenze e reti in nazionale
| Cronologia completa delle presenze e delle reti in nazionale ― Jugoslavia | Cronologia completa delle presenze e delle reti in nazionale ― Jugoslavia | Cronologia completa delle presenze e delle reti in nazionale ― Jugoslavia | Cronologia completa delle presenze e delle reti in nazionale ― Jugoslavia | Cronologia completa delle presenze e delle reti in nazionale ― Jugoslavia | Cronologia completa delle presenze e delle reti in nazionale ― Jugoslavia | Cronologia completa delle presenze e delle reti in nazionale ― Jugoslavia | Cronologia completa delle presenze e delle reti in nazionale ― Jugoslavia |
| Data                                                                      | Città                                                                     | In casa                                                                   | Risultato                                                                 | Ospiti                                                                    | Competizione                                                              | Reti                                                                      | Note                                                                      |
| ------------------------------------------------------------------------- | ------------------------------------------------------------------------- | ------------------------------------------------------------------------- | ------------------------------------------------------------------------- | ------------------------------------------------------------------------- | ------------------------------------------------------------------------- | ------------------------------------------------------------------------- | ------------------------------------------------------------------------- |
| 5-10-1977                                                                 | Budapest                                                                  | Ungheria                                                                  | 4 – 3                                                                     | Jugoslavia                                                                | Amichevole                                                                | -                                                                         | 71’                                                                       |
| 13-11-1977                                                                | Bucarest                                                                  | Romania                                                                   | 4 – 6                                                                     | Jugoslavia                                                                | Qual. Mondiali 1978                                                       | -4                                                                        |                                                                           |
| 18-5-1978                                                                 | Roma                                                                      | Italia                                                                    | 0 – 0                                                                     | Jugoslavia                                                                | Amichevole                                                                | -                                                                         | 70’                                                                       |
| 25-10-1978                                                                | Bucarest                                                                  | Romania                                                                   | 3 – 2                                                                     | Jugoslavia                                                                | Qual. Euro 1980                                                           | -3                                                                        |                                                                           |
| Totale                                                                    |                                                                           | Presenze                                                                  | 4                                                                         |                                                                           | Reti                                                                      | -7                                                                        |                                                                           |

## Palmarès

### Club

#### Competizioni nazionali
- Campionato jugoslavo: 1

Partizan: 1977-1978